# Музей Скалистых гор
Музей Скалистых гор — музей в городе Бозмен, Монтана. Изначально музей был подразделением Университета штата Монтана в Бозмене, но теперь он также связан со Смитсоновским институтом. Музей известен своими палеонтологическими коллекциями, хотя здесь представлены и другие экспонаты. В музее Скалистых гор хранится самая крупная коллекция ископаемых остатков динозавров в Соединённых Штатах, в которой содержится самый большой когда-либо обнаруженный череп тираннозавра, а также бедренная кость Tyrannosaurus rex с остатками мягких тканей. Музей является частью Тропы динозавров Монтаны и официальным хранилищем палеонтологических образцов Монтаны.
Коллекции музея сосредоточены на естественной и культурной истории Скалистых гор, а также на живших здесь людях и животных, останки которых датируются более чем 500 миллионами лет. Музей состоит из следующих отделов:
- Экспозиция «Стойкие народы», в которой рассказывается о жизни коренных американцев на Великих равнинах и вблизи Скалистых гор;
- Экспозиция «История Северного Региона Скалистых гор» — о коренных американцах, торговцах мехами, искателях золота и поселенцах из Европы с начала освоения Америки до Второй мировой войны;
- Ферма живой истории, которая включает в себя Дом Тинсли, где костюмированные исполнители демонстрируют жизнь в доме на рубеже XIX и XX веков;
- Планетарий Тейлора, высотой в 40 футов (12 метров) — 104-местный купольный театр.